# Caitlin Dijkstra
Caitlin Johanna Philomena Dijkstra (Breda, 30 gennaio 1999) è una calciatrice olandese, difensore del Wolfsburg e della nazionale olandese.

## Carriera

### Club
Caitlin Dijkstra è nata a Breda il 30 gennaio 1999. Figlia d'arte, il padre Meindert ha giocato da professionista come difensore nei campionati olandese e inglese, nasce e cresce con i genitori a Breda, appassionandosi con il supporto del padre fin da giovanissima al calcio come tifosa del NAC Breda, iniziando tuttavia l'attività agonistica tesserandosi con l'RKVV JEKA, sempre della città della provincia del Brabante Settentrionale, in quanto il NAC non aveva una sezione femminile. Qui rimane dai 6 ai 15 anni d'età, giocando nelle squadre giovanili miste.
Nel 2015 si trasferisce al CTO Eindhoven, un centro di formazione della Federcalcio olandese (KNVB) dove può proseguire l'attività agonistica affiancandola al percorso di studio, giocando nella sua prima squadra interamente femminile prima di firmare per le campionesse nazionali in carica dell'Ajax un contratto biennale nell'estate 2018.

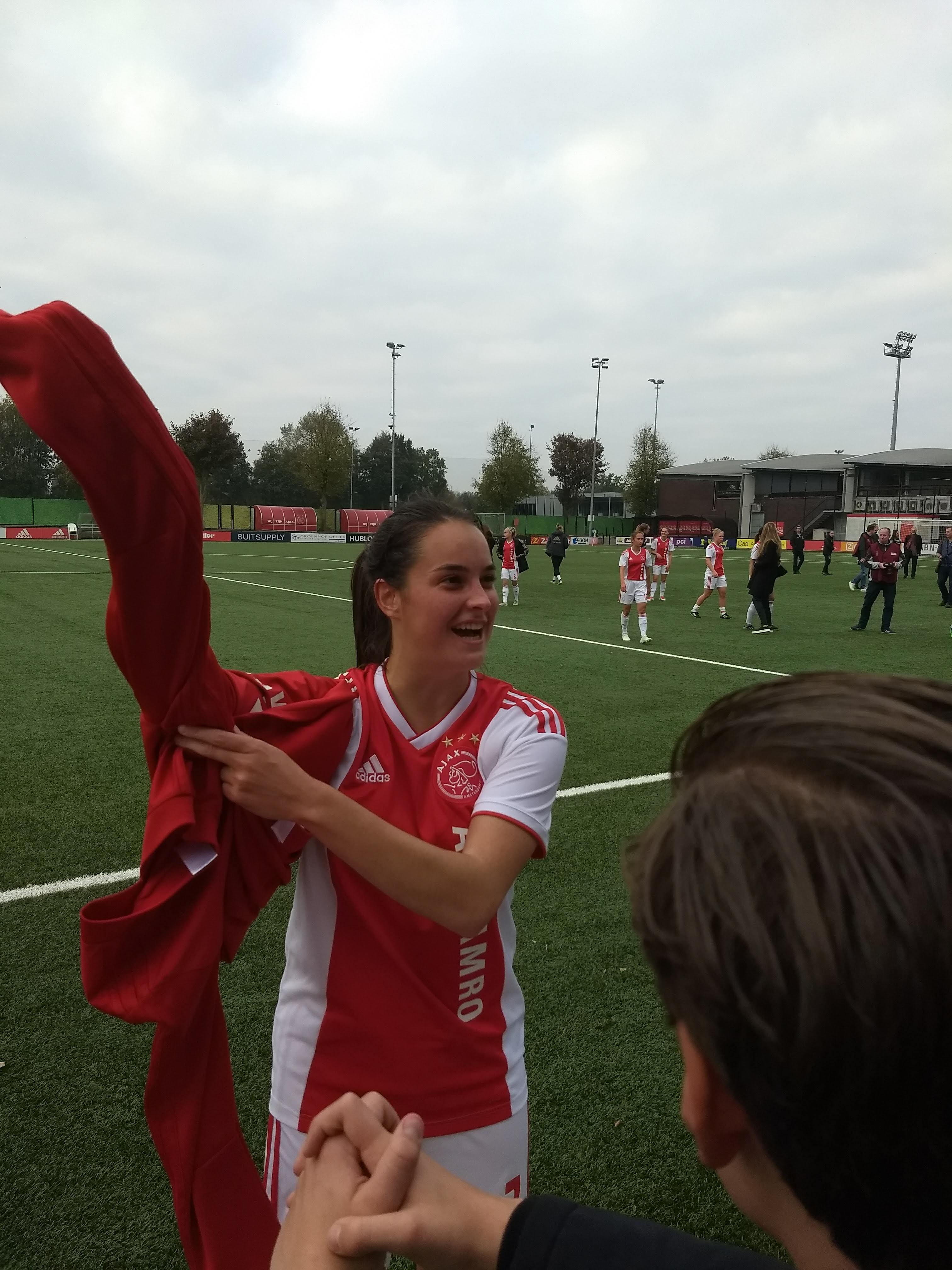
Dijkstra con la maglia dell' nell'ottobre 2018.

Sotto la guida tecnica di Benno Nihom, Dijkstra debutta in prima squadra nell'ottobre dello stesso anno, rilevando Iina Salmi negli ultimi minuti dell'incontro di andata degli ottavi di finale di UEFA Women's Champions League 2018-2019 perso in casa 4-0 con le campionesse d'Europa in carica dell'Olympique Lione. Nihom in seguito continua a darle fiducia impiegandola con regolarità sia in campionato che in Coppa, contribuendo a conquistare quest'ultima, la quarta per il club, al termine della stagione, il suo primo trofeo in carriera.
Dopo aver rinnovato con il club di Amsterdam per una terza stagione, nell'aprile 2021, anche in seguito all'arrivo di Stefanie van der Gragt che le avrebbe conteso il posto da titolare nel suo ruolo difensivo preferito, Dijkstra ha deciso di lasciare l'Ajax per il Twente alla scadenza del suo contratto nell'estate dello stesso anno, firmando poi un accordo che la lega al nuovo club per un anno con l'opzione di un ulteriore anno. Sotto la guida tecnica di Robert de Pauw fa il suo debutto con la nuova maglia il 27 agosto, alla 1ª giornata di campionato, nella schiacciante vittoria casalinga per 8-0 sul VV Alkmaar, segnando poi il suo primo gol alla 14ª giornata, segnando al 75' la rete del parziale 7-1 in trasferta all'Excelsior, incontro poi terminato 9-1.
Il 22 giugno 2023 è stato annunciato che Dijkstra avrebbe lasciato il Twente per unirsi al Wolfsburg, rimanendo tuttavia in squadra in prestito per un'altra stagione. Con il club di Enschede integra la sua personale bacheca con numerosi trofei, collezionando due titoli di campione dei Paesi Bassi, nei campionati 2021-2022, 2023-2024, un'ulteriore Coppa nazionale dopo quella con l'Ajax, nell'edizione 2022-2023, e due Supercoppe, nel 2022 e 2023, oltre a numerose presenze in UEFA Women's Champions League.
A stagione ultimata, prima di trasferirsi in Germania per il suo primo campionato estero, nel maggio 2024 Dijkstra subisce un infortunio alla caviglia che, dopo averla costretta a un periodo di riposo non può evitare di sottoporsi a un intervento chirurgico a fine luglio, dovendo rimanere per diversi mesi indisponibile per la sua nuova squadra.

### Nazionale
Dijkstra inizia a essere convocata dalla Federcalcio olandese nel 2015, indossando in quell'anno la maglia della formazione Under-17, con la quale disputa le qualificazioni all'Europeo di Bielorussia 2016 senza riuscire ad accedere alla fase finale, l'Under-19, con la quale partecipa agli Europei di Irlanda del Nord 2017 e Svizzera 2018 e giungendo alle semifinali nella prima di queste due edizioni, l'Under-20, disputando il Mondiale di Francia 2018 non riuscendo però a superare i quarti di finale, e infine l'Under-23.
Entrata nel giro della nazionale maggiore dal 2020, viene convocata dal commissario tecnico Mark Parsons in occasione dell'amichevole del 29 novembre 2021 con il Giappone, schierata titolare nell'incontro terminato a reti inviolate. In seguito Parsons continua a concederle fiducia, chiamandola per l'edizione 2022 del Tournoi de France, dove sigla la sua prima rete senior aprendo le marcature nella vittoria per 3-0 sulla Finlandia e qualificazioni al Mondiale di Australia e Nuova Zelanda 2023. Dopo aver marcato 4 presenze complessive tra amichevoli, qualificazioni al Mondiale e Tournoi de France, nel maggio 2022 viene inserita nella lista delle 23 giocatrici convocate per il campionato europeo in programma dal 6 al 31 luglio 2022

## Palmarès

### Club
- Campionato olandese: 2

Twente: 2021-2022, 2023-2024
- Coppa dei Paesi Bassi: 2

Ajax: 2018-2019
Twente: 2022-2023
- Supercoppa dei Paesi Bassi: 2

Twente: 2022, 2023